# リード (ポートランド)
リード（Reed）は、アメリカ合衆国オレゴン州ポートランド市の南西部区域にある地区のひとつ。リード大学キャンパスのすぐ北に位置する。地区の西部境を鉄道線路が、北部境をホルゲート・アベニュー（SE Holgate Ave.）が、東部境を南西39番通りが、南部境をリードウェイ（SE Reedway）、スティール（SE Steele）が形作っている。
かつて、この地区にはランバート庭園があったが、1968年に住宅地へと変わった。